# Llista de topònims de Torres de Segre
Llista de topònims (noms propis de lloc) del municipi de Torres de Segre, al Segrià
Informació actualitzada per un bot. Els canvis manuals es perdran quan s'actualitzi!

## cabana
| imatge | Nom                     | Ubicat a        | instància de | Detalls | coordenades                                                          | Protecció | Commons (més fotos) | Dades a WD                    |
| ------ | ----------------------- | --------------- | ------------ | ------- | -------------------------------------------------------------------- | --------- | ------------------- | ----------------------------- |
|        | Vaqueria del Gasparonet | Torres de Segre | cabana       |         | 41° 34′ 31″ N, 0° 27′ 08″ E / 41.5752991150969°N,0.452193055524137°E |           |                     | Modifica les dades a Wikidata |
|        | era del Caso            | Torres de Segre | cabana       |         | 41° 31′ 51″ N, 0° 31′ 33″ E / 41.5307351049569°N,0.525941304631036°E |           |                     | Modifica les dades a Wikidata |
|        | era del Cinto           | Torres de Segre | cabana       |         | 41° 31′ 27″ N, 0° 31′ 38″ E / 41.5242497022202°N,0.527159258073569°E |           |                     | Modifica les dades a Wikidata |
|        | era del Manjona         | Torres de Segre | cabana       |         | 41° 31′ 28″ N, 0° 30′ 45″ E / 41.5243278158285°N,0.512415348802095°E |           |                     | Modifica les dades a Wikidata |
|        | era del Rata            | Torres de Segre | cabana       |         | 41° 32′ 19″ N, 0° 31′ 56″ E / 41.5384729155937°N,0.532287116970566°E |           |                     | Modifica les dades a Wikidata |
|        | era del Siguela         | Torres de Segre | cabana       |         | 41° 32′ 12″ N, 0° 31′ 46″ E / 41.5365362745705°N,0.529340110777171°E |           |                     | Modifica les dades a Wikidata |
|        | era dels Censos         | Torres de Segre | cabana       |         | 41° 32′ 15″ N, 0° 31′ 51″ E / 41.5375503710473°N,0.530847810828952°E |           |                     | Modifica les dades a Wikidata |
|        | pleta de Xamelis        | Torres de Segre | cabana       |         | 41° 34′ 26″ N, 0° 27′ 02″ E / 41.5739756637179°N,0.450589978061832°E |           |                     | Modifica les dades a Wikidata |
|        | pleta de Xeric          | Torres de Segre | cabana       |         | 41° 31′ 59″ N, 0° 32′ 45″ E / 41.5331138885199°N,0.545735618570947°E |           |                     | Modifica les dades a Wikidata |
|        | pleta del Mariano       | Torres de Segre | cabana       |         | 41° 28′ 54″ N, 0° 31′ 35″ E / 41.4816769448982°N,0.526348130799826°E |           |                     | Modifica les dades a Wikidata |
|        | pleta del Moliner       | Torres de Segre | cabana       |         | 41° 30′ 46″ N, 0° 33′ 12″ E / 41.5127341017715°N,0.55341986090932°E  |           |                     | Modifica les dades a Wikidata |
|        | pleta del Xut           | Torres de Segre | cabana       |         | 41° 31′ 06″ N, 0° 31′ 25″ E / 41.5184559310749°N,0.523689055483373°E |           |                     | Modifica les dades a Wikidata |

## casa
| imatge | Nom                          | Ubicat a        | instància de | Detalls                     | coordenades                                          | Protecció                                  | Commons (més fotos) | Dades a WD                    |
| ------ | ---------------------------- | --------------- | ------------ | --------------------------- | ---------------------------------------------------- | ------------------------------------------ | ------------------- | ----------------------------- |
|        | Cal Ribes                    | Torres de Segre | casa         | Estil: arquitectura popular |                                                      | bé integrant del patrimoni cultural català |                     | Modifica les dades a Wikidata |
|        | Cal Ton del Puig             | Torres de Segre | casa         | Estil: arquitectura barroca | 41° 32′ 05″ N, 0° 30′ 47″ E / 41.534639°N,0.512959°E | bé integrant del patrimoni cultural català |                     | Modifica les dades a Wikidata |
|        | habitatge al carrer Major, 2 | Torres de Segre | casa         | Estil: arquitectura popular | 41° 32′ 04″ N, 0° 30′ 46″ E / 41.534564°N,0.512842°E | bé integrant del patrimoni cultural català |                     | Modifica les dades a Wikidata |

## embassament
| imatge | Nom              | Ubicat a                          | instància de     | Detalls                                       | coordenades                                                       | Protecció | Commons (més fotos) | Dades a WD                    |
| ------ | ---------------- | --------------------------------- | ---------------- | --------------------------------------------- | ----------------------------------------------------------------- | --------- | ------------------- | ----------------------------- |
|        | Pantà de Ximelis | Torres de Segre                   | embassament      | Superfície: 14.92ha                           | 41° 34′ 27″ N, 0° 28′ 00″ E / 41.5743°N,0.466573°E 154 msnm       |           |                     | Modifica les dades a Wikidata |
|        | pantà d'Utxesa   | Torres de Segre Sarroca de Lleida | embassament llac | Superfície: 284ha Volum: 2.1hm³ Conca: 250km² | 41° 29′ 26″ N, 0° 30′ 35″ E / 41.490425°N,0.50963333°E 145.3 msnm |           |                     | Modifica les dades a Wikidata |
|        | pantà del Secà   | Torres de Segre Sarroca de Lleida | embassament llac |                                               | 41° 30′ 25″ N, 0° 31′ 16″ E / 41.506981°N,0.521152°E              |           |                     | Modifica les dades a Wikidata |

## entitat singular de població
| imatge | Nom             | Ubicat a        | instància de                                   | Detalls  | coordenades                                                       | Protecció | Commons (més fotos) | Dades a WD                    |
| ------ | --------------- | --------------- | ---------------------------------------------- | -------- | ----------------------------------------------------------------- | --------- | ------------------- | ----------------------------- |
|        | Torres de Segre | Torres de Segre | entitat singular de població capital municipal | 2120 hab | 41° 31′ 50″ N, 0° 31′ 17″ E / 41.53042726°N,0.52144635°E 132 msnm |           |                     | Modifica les dades a Wikidata |
|        | Utxesa          | Torres de Segre | entitat singular de població                   | 148 hab  | 41° 29′ 17″ N, 0° 30′ 40″ E / 41.48811944°N,0.51103611°E 152 msnm |           | Utxesa              | Modifica les dades a Wikidata |

## església
| imatge | Nom                                       | Ubicat a        | instància de | Detalls                                                           | coordenades                                                                         | Protecció                   | Commons (més fotos)                                         | Dades a WD                    |
| ------ | ----------------------------------------- | --------------- | ------------ | ----------------------------------------------------------------- | ----------------------------------------------------------------------------------- | --------------------------- | ----------------------------------------------------------- | ----------------------------- |
|        | Mare de Déu de Carrassumada               | Torres de Segre | església     | Estil: arquitectura popular                                       | 41° 31′ 14″ N, 0° 32′ 23″ E / 41.52056°N,0.539818°E                                 | bé cultural d'interès local | Mare de Déu de Carrassumada                                 | Modifica les dades a Wikidata |
|        | església de l'Assumpció de la Mare de Déu | Torres de Segre | església     | Estil: arquitectura barroca arquitectura neoclàssica 18th century | 41° 32′ 07″ N, 0° 30′ 48″ E / 41.53538°N,0.513212°E ca:plaça de l'Església 119 msnm | bé cultural d'interès local | Església de l'Assumpció de la Mare de Déu (Torres de Segre) | Modifica les dades a Wikidata |

## granja
| imatge | Nom                       | Ubicat a        | instància de | Detalls | coordenades                                                          | Protecció | Commons (més fotos) | Dades a WD                    |
| ------ | ------------------------- | --------------- | ------------ | ------- | -------------------------------------------------------------------- | --------- | ------------------- | ----------------------------- |
|        | Granja Encuentra          | Torres de Segre | granja       |         | 41° 34′ 12″ N, 0° 28′ 26″ E / 41.5700880124325°N,0.473973189219658°E |           |                     | Modifica les dades a Wikidata |
|        | Granja Joanot             | Torres de Segre | granja       |         | 41° 33′ 49″ N, 0° 28′ 17″ E / 41.5637082962411°N,0.471367797409239°E |           |                     | Modifica les dades a Wikidata |
|        | Granja de Francisco Ribes | Torres de Segre | granja       |         | 41° 34′ 42″ N, 0° 27′ 48″ E / 41.5783045139111°N,0.463469566219072°E |           |                     | Modifica les dades a Wikidata |
|        | Granja de Jacinto Lomar   | Torres de Segre | granja       |         | 41° 34′ 40″ N, 0° 27′ 14″ E / 41.5778251777209°N,0.454012807648913°E |           |                     | Modifica les dades a Wikidata |
|        | Granja del Codina         | Torres de Segre | granja       |         | 41° 32′ 40″ N, 0° 30′ 48″ E / 41.544370204585°N,0.513397127933682°E  |           |                     | Modifica les dades a Wikidata |

## jaciment arqueològic
| imatge | Nom                 | Ubicat a        | instància de                                | Detalls | coordenades                                                                    | Protecció                       | Commons (més fotos) | Dades a WD                    |
| ------ | ------------------- | --------------- | ------------------------------------------- | ------- | ------------------------------------------------------------------------------ | ------------------------------- | ------------------- | ----------------------------- |
|        | Abric de la Figuera | Torres de Segre | jaciment arqueològic gruta amb art rupestre |         | 41° 28′ 17″ N, 0° 31′ 52″ E / 41.4715°N,0.53124°E                              | bé cultural d'interès nacional  |                     | Modifica les dades a Wikidata |
|        | Solibernat          | Torres de Segre | jaciment arqueològic                        |         | 41° 31′ 16″ N, 0° 33′ 17″ E / 41.52108333333334°N,0.554861111111111°E 165 msnm | espai de protecció arqueològica |                     | Modifica les dades a Wikidata |

## masia
| imatge | Nom                      | Ubicat a        | instància de | Detalls | coordenades                                                          | Protecció | Commons (més fotos) | Dades a WD                    |
| ------ | ------------------------ | --------------- | ------------ | ------- | -------------------------------------------------------------------- | --------- | ------------------- | ----------------------------- |
|        | Can Macip                | Torres de Segre | masia        |         | 41° 31′ 19″ N, 0° 30′ 01″ E / 41.5218668350019°N,0.500273964504394°E |           |                     | Modifica les dades a Wikidata |
|        | Mas Cardó                | Torres de Segre | masia        |         | 41° 30′ 41″ N, 0° 29′ 47″ E / 41.5112716494536°N,0.496380295196419°E |           |                     | Modifica les dades a Wikidata |
|        | Mas d'Antoni Móra        | Torres de Segre | masia        |         | 41° 34′ 41″ N, 0° 27′ 00″ E / 41.5781871377162°N,0.450028437566544°E |           |                     | Modifica les dades a Wikidata |
|        | Mas d'Arturo Cameta      | Torres de Segre | masia        |         | 41° 34′ 16″ N, 0° 27′ 19″ E / 41.5711981652617°N,0.455304606958122°E |           |                     | Modifica les dades a Wikidata |
|        | Mas de Cinto Esteve      | Torres de Segre | masia        |         | 41° 34′ 19″ N, 0° 27′ 25″ E / 41.5719559757515°N,0.456989881287639°E |           |                     | Modifica les dades a Wikidata |
|        | Mas de Claret            | Torres de Segre | masia        |         | 41° 29′ 56″ N, 0° 29′ 15″ E / 41.4990277748636°N,0.487519937407593°E |           |                     | Modifica les dades a Wikidata |
|        | Mas de Guixers           | Torres de Segre | masia        |         | 41° 29′ 38″ N, 0° 30′ 29″ E / 41.4938083622244°N,0.507989953463585°E |           |                     | Modifica les dades a Wikidata |
|        | Mas de Jordi             | Torres de Segre | masia        |         | 41° 34′ 55″ N, 0° 26′ 33″ E / 41.5818185073457°N,0.442412564652761°E |           |                     | Modifica les dades a Wikidata |
|        | Mas de Jordi Calderó     | Torres de Segre | masia        |         | 41° 34′ 41″ N, 0° 27′ 38″ E / 41.5781438568352°N,0.460681161386199°E |           |                     | Modifica les dades a Wikidata |
|        | Mas de Mequinensa        | Torres de Segre | masia        |         | 41° 34′ 19″ N, 0° 28′ 14″ E / 41.5720330480712°N,0.470683169393966°E |           |                     | Modifica les dades a Wikidata |
|        | Mas de Notari            | Torres de Segre | masia        |         | 41° 29′ 50″ N, 0° 29′ 29″ E / 41.497265661163°N,0.49140654066585°E   |           |                     | Modifica les dades a Wikidata |
|        | Mas de Patet             | Torres de Segre | masia        |         | 41° 30′ 10″ N, 0° 29′ 46″ E / 41.502769301581°N,0.49598615139112°E   |           |                     | Modifica les dades a Wikidata |
|        | Mas de Ribes             | Torres de Segre | masia        |         | 41° 30′ 39″ N, 0° 32′ 54″ E / 41.5107546170451°N,0.548438022474505°E |           |                     | Modifica les dades a Wikidata |
|        | Mas de Vernis            | Torres de Segre | masia        |         | 41° 34′ 18″ N, 0° 28′ 16″ E / 41.5716571874213°N,0.471201555119816°E |           |                     | Modifica les dades a Wikidata |
|        | Mas de Vilaplana         | Torres de Segre | masia        |         | 41° 29′ 59″ N, 0° 29′ 25″ E / 41.4997355706031°N,0.490235965449536°E |           |                     | Modifica les dades a Wikidata |
|        | Mas de l'Aiguader        | Torres de Segre | masia        |         | 41° 32′ 09″ N, 0° 31′ 44″ E / 41.5357402285439°N,0.528759105566494°E |           |                     | Modifica les dades a Wikidata |
|        | Mas de l'Auró            | Torres de Segre | masia        |         | 41° 30′ 29″ N, 0° 29′ 40″ E / 41.5080980621706°N,0.49457362203462°E  |           |                     | Modifica les dades a Wikidata |
|        | Mas de la Lupa           | Torres de Segre | masia        |         | 41° 33′ 49″ N, 0° 30′ 07″ E / 41.5637183393832°N,0.501886417155121°E |           |                     | Modifica les dades a Wikidata |
|        | Mas de la Negra          | Torres de Segre | masia        |         | 41° 30′ 07″ N, 0° 29′ 08″ E / 41.5019292779103°N,0.485526806909232°E |           |                     | Modifica les dades a Wikidata |
|        | Mas de la Quitèria       | Torres de Segre | masia        |         | 41° 30′ 40″ N, 0° 30′ 12″ E / 41.5111776413174°N,0.503237649660529°E |           |                     | Modifica les dades a Wikidata |
|        | Mas de la Tova           | Torres de Segre | masia        |         | 41° 32′ 45″ N, 0° 31′ 31″ E / 41.5458695808461°N,0.525280175200488°E |           |                     | Modifica les dades a Wikidata |
|        | Mas de la Valleta        | Torres de Segre | masia        |         | 41° 30′ 11″ N, 0° 30′ 16″ E / 41.5031688410676°N,0.504384148448337°E |           |                     | Modifica les dades a Wikidata |
|        | Mas de la Vinya de Ribes | Torres de Segre | masia        |         | 41° 31′ 23″ N, 0° 30′ 01″ E / 41.522930780344°N,0.500328866644251°E  |           |                     | Modifica les dades a Wikidata |
|        | Mas del Baltasar         | Torres de Segre | masia        |         | 41° 30′ 45″ N, 0° 30′ 00″ E / 41.5125117193116°N,0.49997510062695°E  |           |                     | Modifica les dades a Wikidata |
|        | Mas del Cosepe           | Torres de Segre | masia        |         | 41° 31′ 44″ N, 0° 31′ 26″ E / 41.528854179265°N,0.523915575081937°E  |           |                     | Modifica les dades a Wikidata |
|        | Mas del Cove             | Torres de Segre | masia        |         | 41° 29′ 58″ N, 0° 29′ 55″ E / 41.4995011435102°N,0.498487181072626°E |           |                     | Modifica les dades a Wikidata |
|        | Mas del Jaumot           | Torres de Segre | masia        |         | 41° 32′ 29″ N, 0° 31′ 21″ E / 41.5414927525347°N,0.52236631977416°E  |           |                     | Modifica les dades a Wikidata |
|        | Mas del Joanet de Coret  | Torres de Segre | masia        |         | 41° 30′ 22″ N, 0° 29′ 24″ E / 41.5059892071291°N,0.489970369840865°E |           |                     | Modifica les dades a Wikidata |
|        | Mas del Mingo            | Torres de Segre | masia        |         | 41° 35′ 25″ N, 0° 26′ 41″ E / 41.5901845033755°N,0.444805402216562°E |           |                     | Modifica les dades a Wikidata |
|        | Mas del Patei            | Torres de Segre | masia        |         | 41° 29′ 31″ N, 0° 31′ 05″ E / 41.4918118752014°N,0.518116464840163°E |           |                     | Modifica les dades a Wikidata |
|        | Mas del Pedrico          | Torres de Segre | masia        |         | 41° 30′ 08″ N, 0° 29′ 21″ E / 41.5023531329317°N,0.48926026563065°E  |           |                     | Modifica les dades a Wikidata |
|        | Mas del Pelegrí          | Torres de Segre | masia        |         | 41° 28′ 36″ N, 0° 31′ 58″ E / 41.4765852753204°N,0.532912921975406°E |           |                     | Modifica les dades a Wikidata |
|        | Mas del Pubill           | Torres de Segre | masia        |         | 41° 30′ 28″ N, 0° 34′ 02″ E / 41.5078952302691°N,0.567308992171842°E |           |                     | Modifica les dades a Wikidata |
|        | Mas del Ton del Roc      | Torres de Segre | masia        |         | 41° 30′ 49″ N, 0° 30′ 19″ E / 41.5136106949969°N,0.505372843193969°E |           |                     | Modifica les dades a Wikidata |
|        | Mas del Venturet         | Torres de Segre | masia        |         | 41° 33′ 19″ N, 0° 30′ 49″ E / 41.5551936670866°N,0.513713487130023°E |           |                     | Modifica les dades a Wikidata |
|        | Mas del Xirigoti         | Torres de Segre | masia        |         | 41° 28′ 35″ N, 0° 31′ 42″ E / 41.4763634148319°N,0.528454421775581°E |           |                     | Modifica les dades a Wikidata |
|        | Maset d'Eusèbio          | Torres de Segre | masia        |         | 41° 28′ 31″ N, 0° 31′ 29″ E / 41.4753628641436°N,0.524648330322371°E |           |                     | Modifica les dades a Wikidata |
|        | Maset de Notari          | Torres de Segre | masia        |         | 41° 28′ 45″ N, 0° 31′ 32″ E / 41.479094390123°N,0.52564069542055°E   |           |                     | Modifica les dades a Wikidata |
|        | Masia de la Morera       | Torres de Segre | masia        |         | 41° 30′ 25″ N, 0° 30′ 32″ E / 41.5068331609094°N,0.508892079806588°E |           |                     | Modifica les dades a Wikidata |
|        | Sarroca                  | Torres de Segre | masia        |         | 41° 30′ 50″ N, 0° 29′ 52″ E / 41.5139768889418°N,0.4977738109367°E   |           |                     | Modifica les dades a Wikidata |
|        | Torre Ganado             | Torres de Segre | masia        |         | 41° 32′ 15″ N, 0° 31′ 22″ E / 41.5375586974353°N,0.522864182700374°E |           |                     | Modifica les dades a Wikidata |
|        | Torre de Gomar           | Torres de Segre | masia        |         | 41° 31′ 31″ N, 0° 30′ 42″ E / 41.5253854659644°N,0.511763595206581°E |           |                     | Modifica les dades a Wikidata |
|        | Torre de Notari          | Torres de Segre | masia        |         | 41° 32′ 16″ N, 0° 30′ 28″ E / 41.5377754829065°N,0.507896152984492°E |           |                     | Modifica les dades a Wikidata |
|        | Torre de Ribes           | Torres de Segre | masia        |         | 41° 32′ 43″ N, 0° 30′ 41″ E / 41.545336°N,0.5114°E 116 msnm          |           |                     | Modifica les dades a Wikidata |
|        | Torre de la Companyia    | Torres de Segre | masia        |         | 41° 31′ 29″ N, 0° 31′ 29″ E / 41.524833983201°N,0.524596263627476°E  |           |                     | Modifica les dades a Wikidata |
|        | Torre de la Creu         | Torres de Segre | masia        |         | 41° 32′ 45″ N, 0° 30′ 37″ E / 41.5458182191777°N,0.510392452053371°E |           |                     | Modifica les dades a Wikidata |
|        | Torre del Beà            | Torres de Segre | masia        |         | 41° 32′ 00″ N, 0° 32′ 02″ E / 41.5332575859089°N,0.533935790074604°E |           |                     | Modifica les dades a Wikidata |
|        | Torre del Mec            | Torres de Segre | masia        |         | 41° 32′ 09″ N, 0° 31′ 52″ E / 41.5358109941436°N,0.531213670236194°E |           |                     | Modifica les dades a Wikidata |
|        | Torre del Minguet        | Torres de Segre | masia        |         | 41° 32′ 38″ N, 0° 30′ 49″ E / 41.5438858197556°N,0.513487625789361°E |           |                     | Modifica les dades a Wikidata |
|        | Torre del Pol            | Torres de Segre | masia        |         | 41° 32′ 50″ N, 0° 30′ 57″ E / 41.547331053016°N,0.51584591646146°E   |           |                     | Modifica les dades a Wikidata |
|        | Torre del Prim           | Torres de Segre | masia        |         | 41° 32′ 24″ N, 0° 30′ 27″ E / 41.5400197421793°N,0.507558206271374°E |           |                     | Modifica les dades a Wikidata |
|        | Torre gran de Gomar      | Torres de Segre | masia        |         | 41° 31′ 11″ N, 0° 30′ 08″ E / 41.5196600768828°N,0.502336234299159°E |           |                     | Modifica les dades a Wikidata |
|        | la Torre del Nino        | Torres de Segre | masia        |         | 41° 31′ 06″ N, 0° 29′ 47″ E / 41.5182609889689°N,0.496398382720432°E |           |                     | Modifica les dades a Wikidata |

## molí d'aigua
| imatge | Nom           | Ubicat a        | instància de | Detalls                     | coordenades                                          | Protecció                                  | Commons (més fotos) | Dades a WD                    |
| ------ | ------------- | --------------- | ------------ | --------------------------- | ---------------------------------------------------- | ------------------------------------------ | ------------------- | ----------------------------- |
|        | Molí          | Torres de Segre | molí d'aigua | Estil: arquitectura popular | 41° 31′ 59″ N, 0° 30′ 33″ E / 41.533083°N,0.509264°E | bé integrant del patrimoni cultural català |                     | Modifica les dades a Wikidata |
|        | Molí d'Utxesa | Torres de Segre | molí d'aigua | Estil: arquitectura popular |                                                      | bé integrant del patrimoni cultural català |                     | Modifica les dades a Wikidata |

## muntanya
| imatge | Nom                    | Ubicat a        | instància de | Detalls | coordenades                                                         | Protecció | Commons (més fotos) | Dades a WD                    |
| ------ | ---------------------- | --------------- | ------------ | ------- | ------------------------------------------------------------------- | --------- | ------------------- | ----------------------------- |
|        | Tossal Miller          | Torres de Segre | muntanya     |         | 41° 30′ 53″ N, 0° 31′ 52″ E / 41.5146°N,0.530986°E 175.7 msnm       |           |                     | Modifica les dades a Wikidata |
|        | Tossal de Carrassumada | Torres de Segre | muntanya     |         | 41° 31′ 10″ N, 0° 32′ 35″ E / 41.51935694°N,0.54293889°E 211.8 msnm |           |                     | Modifica les dades a Wikidata |
|        | Tossal del Forneret    | Torres de Segre | muntanya     |         | 41° 30′ 30″ N, 0° 31′ 57″ E / 41.508325°N,0.53255°E 156.8 msnm      |           |                     | Modifica les dades a Wikidata |
|        | Tossal del Secà        | Torres de Segre | muntanya     |         | 41° 30′ 48″ N, 0° 33′ 09″ E / 41.51335556°N,0.55239083°E 218.2 msnm |           |                     | Modifica les dades a Wikidata |

## nucli de població
| imatge | Nom                    | Ubicat a               | instància de                                           | Detalls | coordenades                                                            | Protecció | Commons (més fotos) | Dades a WD                    |
| ------ | ---------------------- | ---------------------- | ------------------------------------------------------ | ------- | ---------------------------------------------------------------------- | --------- | ------------------- | ----------------------------- |
|        | Urbanització Pescadors | Utxesa Torres de Segre | nucli de població nucli d'entitat singular de població | 16 hab  | 41° 29′ 18″ N, 0° 30′ 13″ E / 41.48822307°N,0.503633022°E 154.868 msnm |           |                     | Modifica les dades a Wikidata |
|        | Urbanització Tossal    | Utxesa Torres de Segre | nucli de població nucli d'entitat singular de població | 71 hab  | 41° 29′ 25″ N, 0° 31′ 11″ E / 41.49036084°N,0.519747734°E 149.964 msnm |           |                     | Modifica les dades a Wikidata |

## pont
| imatge | Nom                         | Ubicat a        | instància de | Detalls                                        | coordenades                                                          | Protecció | Commons (més fotos) | Dades a WD                    |
| ------ | --------------------------- | --------------- | ------------ | ---------------------------------------------- | -------------------------------------------------------------------- | --------- | ------------------- | ----------------------------- |
|        | Pas de la Pleta del Mariano | Torres de Segre | pont         |                                                | 41° 29′ 49″ N, 0° 30′ 40″ E / 41.4969472766866°N,0.511115988028719°E |           |                     | Modifica les dades a Wikidata |
|        | Pont de Torres              | Torres de Segre | pont         | Travessa: Segre                                | 41° 32′ 15″ N, 0° 30′ 42″ E / 41.5374952009186°N,0.511586904539886°E |           |                     | Modifica les dades a Wikidata |
|        | Pont de la Carrerada        | Torres de Segre | pont         | Travessa: Autopista Saragossa-Mediterrània E90 | 41° 32′ 28″ N, 0° 33′ 07″ E / 41.5412235350274°N,0.551830241526638°E |           |                     | Modifica les dades a Wikidata |
|        | Ponts de Ribes              | Torres de Segre | pont         |                                                | 41° 30′ 24″ N, 0° 33′ 42″ E / 41.5067865934294°N,0.561743264567626°E |           |                     | Modifica les dades a Wikidata |

## serra
| imatge | Nom                   | Ubicat a               | instància de | Detalls | coordenades                                                         | Protecció | Commons (més fotos) | Dades a WD                    |
| ------ | --------------------- | ---------------------- | ------------ | ------- | ------------------------------------------------------------------- | --------- | ------------------- | ----------------------------- |
|        | Serres de Vilanova    | Soses Torres de Segre  | serra        |         | 41° 33′ 59″ N, 0° 27′ 14″ E / 41.56642778°N,0.45394722°E 231.9 msnm |           |                     | Modifica les dades a Wikidata |
|        | serra de Carrassumada | Torres de Segre        | serra        |         | 41° 31′ 06″ N, 0° 33′ 10″ E / 41.51840306°N,0.55268278°E 223.4 msnm |           |                     | Modifica les dades a Wikidata |
|        | serra de la Pleta     | Sunyer Torres de Segre | serra        |         | 41° 31′ 02″ N, 0° 34′ 39″ E / 41.5171°N,0.577478°E 235.9 msnm       |           |                     | Modifica les dades a Wikidata |

## Misc
| imatge | Nom                                   | Ubicat a                                                             | instància de                                                     | Detalls                                      | coordenades | Protecció                                            | Commons (més fotos)        | Dades a WD                    |
| ------ | ------------------------------------- | -------------------------------------------------------------------- | ---------------------------------------------------------------- | -------------------------------------------- | --- | ---------------------------------------------------- | -------------------------- | ----------------------------- |
|        | Carrasumada                           | Torres de Segre                                                      | vèrtex geodèsic                                                  | Alt: 1.2m                                    | 41° 31′ 10″ N, 0° 32′ 35″ E / 41.519369°N,0.542932°E 212.013 msnm                                                                             |                                                      |                            | Modifica les dades a Wikidata |
|        | Castell de Torres                     | Torres de Segre                                                      | castell                                                          | Estil: arquitectura popular                  | 41° 32′ 05″ N, 0° 30′ 42″ E / 41.534722222222°N,0.51166666666667°E ca:Plaça del Castell 117 msnm                                              | bé d'interès cultural bé cultural d'interès nacional | Castell de Torres de Segre | Modifica les dades a Wikidata |
|        | Pantà i Bassa de les Trotes           | Soses Torres de Segre Alcarràs                                       | zona humida embassament                                          | Superfície: 7.34ha                           | 41° 33′ 28″ N, 0° 29′ 23″ E / 41.5578°N,0.4896°E                                                                                              |                                                      |                            | Modifica les dades a Wikidata |
|        | Polígon industrial del Pla del Panamà | Torres de Segre                                                      | polígon industrial                                               |                                              | 41° 33′ 32″ N, 0° 30′ 36″ E / 41.5588778868201°N,0.50999891585458°E                                                                           |                                                      |                            | Modifica les dades a Wikidata |
|        | Segre                                 | Catalunya Pirineus Orientals                                         | riu curs d'aigua riu aurífer                                     | Desemboca: Ebre Llarg: 265km Conca: 22400km² | 42° 24′ 09″ N, 2° 06′ 30″ E / 42.4025°N,2.1084°E 41° 21′ 48″ N, 0° 18′ 16″ E / 41.3633°N,0.3044°E                                             |                                                      | Segre River                | Modifica les dades a Wikidata |
|        | canal de Seròs                        | Lleida Albatàrrec Montoliu de Lleida Sudanell Torres de Segre Aitona | canal                                                            | Desemboca: Segre                             | 41° 37′ 16″ N, 0° 38′ 42″ E / 41.62121194444445°N,0.6450750000000001°E 41° 28′ 29″ N, 0° 27′ 13″ E / 41.47470194444445°N,0.4535580555555555°E |                                                      | Canal de Seròs             | Modifica les dades a Wikidata |
|        | casa consistorial de Torres de Segre  | Torres de Segre                                                      | casa consistorial                                                |                                              | 41° 32′ 06″ N, 0° 30′ 50″ E / 41.535021558043915°N,0.5137975338985666°E                                                                       |                                                      |                            | Modifica les dades a Wikidata |
|        | cementiri de Torres de Segre          | Torres de Segre                                                      | cementiri                                                        |                                              | 41° 31′ 24″ N, 0° 31′ 43″ E / 41.5234089923097°N,0.528689327814596°E                                                                          |                                                      |                            | Modifica les dades a Wikidata |
|        | les Trinxeres                         | Torres de Segre                                                      | indret                                                           |                                              | 41° 30′ 34″ N, 0° 30′ 35″ E / 41.5094823751667°N,0.509784947536807°E                                                                          |                                                      |                            | Modifica les dades a Wikidata |
|        | presa d'Utxesa                        | Torres de Segre Aitona                                               | presa de terres Ús: energia hidroelèctrica regadiu aigua potable | Llarg: 400m Alt: 27.3m Volum: 415300m³       | 41° 29′ 26″ N, 0° 30′ 35″ E / 41.490555555556°N,0.50972222222222°E 147 119.7 msnm                                                             |                                                      |                            | Modifica les dades a Wikidata |
|        | torre dels Canonges                   | Torres de Segre                                                      | torre de defensa                                                 | Estat: ruïnós                                | 41° 32′ 57″ N, 0° 31′ 10″ E / 41.549208444534°N,0.51937069840217°E 117 msnm                                                                   |                                                      |                            | Modifica les dades a Wikidata |
|        | vil·la romana de Vilanova             | Torres de Segre                                                      | edifici històric despoblat                                       |                                              | 41° 33′ 18″ N, 0° 30′ 20″ E / 41.5550322627399°N,0.505434469222318°E                                                                          |                                                      |                            | Modifica les dades a Wikidata |